# 乌塔·施穆克
乌塔·施穆克（德語：Uta Schmuck，1949年8月19日—），德国女子游泳运动员。她曾代表东德参加1968年夏季奥林匹克运动会游泳比赛，获得女子4×100米自由泳接力银牌。